# Mellomsjön (Hålanda socken, Västergötland)
Mellomsjön är en sjö i Ale kommun i Västergötland och ingår i Göta älvs huvudavrinningsområde. Sjön ligger i vildmarksområdet Risveden.